# Breitenstein, Niederösterreich
Breitenstein är en ort och kommun  i Österrike. Den ligger i distriktet Neunkirchen i förbundslandet Niederösterreich, 70 km sydväst om huvudstaden Wien. Orten ligger vid Semmeringbanan.